# 横内タケ
横内 タケ（よこうち タケ、1954年2月22日 - ）は、日本のギタリスト。横内 健亨（よこうち たけひろ）名義でも活動している。

## 略歴

### 生い立ち
麻布の病院で生まれ、ひとりっ子として神田に育つ。小学生の頃には、少年合唱団でソプラノを歌っており、レコードの吹込みやテレビ出演も経験した。中学時代にギターを手にするも、ドラムに興味をもち演奏を始めたが、やがてギターを本格的に始める。玉川学園高等部のときにジャニー喜多川に誘われてジャニーズ事務所入り。フォーリーブスのバックバンド、ハイソサエティーで演奏も半年ほどでやめている。その後、立教大学へ進む。

### ウォッカ・コリンズ
その後、バンド「エンジェル」を結成し、後の時代のライブハウスにあたる当時のジャズ喫茶で活動していた横内は、大口広司と知り合い、バンド解散後にかまやつひろしと知り合う。大口がアラン・メリルと行なっていたセッションに誘われ、ベースを弾くことになり、これがウォッカ・コリンズの母体となった。
横内は、ウォッカ・コリンズの代表作であるシングル「Sands Of Time / Automatic Pilot」、1973年の東芝EMIからリリースされたアルバム『Tokyo - New York』でベースを弾いている。ウォッカ・コリンズの活動末期には、アラン・メリルが脱退した後を埋めてギターを弾いた。

### 後年の経歴
1974年にウォッカ・コリンズ解散後、横内は再びギターを演奏するようになり、山本達彦らとオレンジを組んで活動、レコードも出す。その後、かまやつひろしや野口五郎のサポートなどを経て、TENSAWの結成にも参加、ウォッカ・コリンズの楽曲「Automatic Pilot」のカバーを1980年代に録音するなどして、チャート入りも果たした。理由は明かされていないが、ウォッカ・コリンズが1990年代に再結成された際は参加せず、代わってザ・ゴールデン・カップスのルイズルイス加部が参加した。
その後は、佐野元春のバックバンド「THE HEARTLAND」に参加したほか、矢沢永吉、宇崎竜童などのツアーにギタリストとして参加、かまやつひろし、佐久間学、白井貴子、レベッカ、山下久美子、渡辺美里などのレコーディングにスタジオ・ミュージシャンとして参加。小田原豊、六川正彦とのユニット・TRAUMAや、TORII、Bamboo Shuffleなどのバンドでもギターを弾いている。　

## ディスコグラフィ
シングル
- オレンジ「翼のない天使 / 涙のわすれもの」（1974）RCAビクター

アルバム
- かまやつひろし＆オレンジ「1974 ワンステップ・フェスティバル」（2019）スーパーフジ